# جوئل فارون
جوئل فارون (انگلیسی: Joel Fearon؛ زادهٔ ۱۱ اکتبر ۱۹۸۸) ورزشکار بابسلد اهل بریتانیا است.
وی در مسابقات کشوری و بین‌المللی در مجموع برندهٔ ۱ مدال برنز شده‌است.